# Hedley on the Hill
Hedley on the Hill lub Hedley – wieś i civil parish w hrabstwie Northumberland, w Anglii. Leży 18 km na zachód od miasta Newcastle upon Tyne i 398 km na północ od Londynu. W 2011 roku civil parish liczyła 239 mieszkańców.